# Режим контртеррористической операции
Режи́м контртеррористи́ческой опера́ции (КТО) — особый правовой режим в России, который вводится в месте проведения контртеррористической операции для пресечения или раскрытия теракта и минимизации его последствий.
Порядок введения и отмены режима КТО регулируется законом «О противодействии терроризму» (2006), который заменил закон «О борьбе с терроризмом» (1998).

## История
Понятие теракта в его нынешнем виде (любые действия, создающие опасность гибели людей или значительного ущерба, совершённые для устрашения или чтобы повлиять на решения властей) было введено новым уголовным кодексом России, принятым в 1996 году. До этого терактом считалось покушение на государственного деятеля.
В 1998 году был принят закон «О борьбе с терроризмом», который ввёл понятие контртеррористической операции и режима КТО.

### 1999—2009. Вторая чеченская война
23 сентября 1999 года президент Борис Ельцин ввёл режим контртеррористической операции на территории Чечни после вторжения боевиков из Чечни в Дагестан. Этот режим был отменён только через десять лет, 16 апреля 2009 года.

### Северный Кавказ
Боевые столкновения, теракты и полицейские операции происходили не только на территории Чечни, но и на территории Ингушетии, Дагестана, и Кабардино-Балкарии. На отдельных территориях неоднократно временно вводился режим КТО.

### 2023. Белгород
22 мая 2023 года в Белгородской области — в связи с проникновением сил Русского добровольческого корпуса (РДК) с территории Украины.

### 2023. Москва, Воронеж
С 24 по 26 июня режим КТО действовал на территории Москвы, Московской и Воронежской областей — в целях пресечения возможных терактов на фоне военного мятежа со стороны Евгения Пригожина.

### 2024. Брянск, Курск, Белгород
9 августа 2024 года в Брянской, Курской и Белгородской областях — в связи с повышением уровня «диверсионно-террористических» угроз со стороны Украины.

## Введение и отмена
Режим контртеррористической операции вводится и отменяется решением главы ФСБ России или другим сотрудником службы — то есть тем же человеком, который принимает решение о начале и завершении самой контртеррористической операции и руководит её ходом.
О введении режима КТО в случае крупной контртеррористической операции (которые требует больших ресурсов или распространяется на большую территорию) директор ФСБ также уведомляет президента, главу правительства, председателей обеих палат парламента и генпрокурора.
Контртеррористическая операция объявляется оконченной, когда теракт пресечён и больше нет угрозы жителям, их имуществу и интересам.
Для проведения операции ФСБ создаёт группировку, в которую также могут быть включены военные, нацгвардия, полиция, спасатели и сотрудники других ведомств.
Планированием операции и координацией участвующих в ней сил занимается оперативный штаб, который создаётся по решению руководителя КТО.

## Допустимые ограничения
Закон «О противодействии терроризму» перечисляет около десятка ограничений, которые может ввести руководитель КТО:
- проверка документов, досмотр на въезде и выезде из зоны действия режима;
- беспрепятственное проникновение сотрудников КТО в любые помещения;
- контроль обмена информацией и отключение связи;
- удаление людей и транспорта или временное выселение, ограничение дорожного движения;
- использование транспортных средств организаций и граждан для госпитализации пострадавших или преследования преступников;
- усиление охраны общественного порядка, критической инфраструктуры и других важных объектов, остановка опасных производств;
- ограничение продажи оружия, опасных веществ, наркотиков, лекарств и алкоголя, приостановка частной охранной деятельности;
- карантин.